# هانس كالي
هانس كالي (بالألمانية: Hans Kahle)‏ هو صحفي وكاتب ألماني، ولد في 22 أبريل 1899 في تشارلوتنبرغ في ألمانيا، وتوفي في 1 سبتمبر 1947 في لودفيغسلوست في ألمانيا.